# Monts du Toura

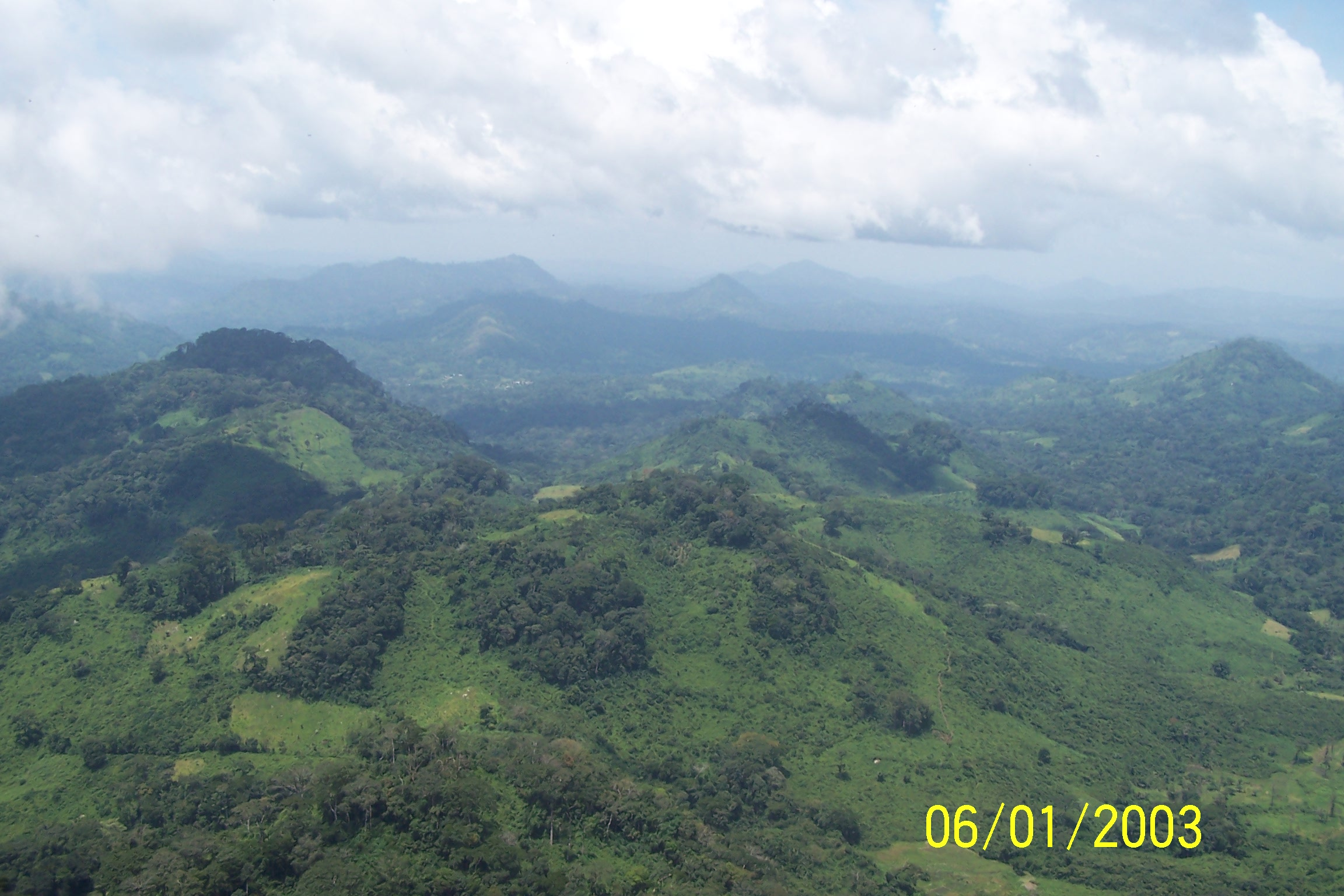
Landschap van de Monts du Toura

De Monts du Toura, ook bekend als het Toura-gebergte, is een bergketen die tot 1300 meter hoog is en zich westwaarts uitstrekt over Ivoorkust, van de rivier Sassandra tot aan de grens met Liberia en Guinee. Aan het westelijke uiteinde grenst de bergketen aan de Mont Nimba (1.752 meter).
Het Nationaal park Mont Sangbé beslaat een gebied van 95.000 ha en ligt ten noorden van Man en ten westen van de Sassandra, tussen Biankouma en Touba. Het nationaal park ligt volledig in het Toura-gebergte (inclusief 14 toppen van meer dan 1.000 m). Het park bestaat uit een zeer dichtbegroeid savannebos met populaties wilde dieren zoals olifanten, buffels, wrattenzwijnen, antilopen en apen. 
Andere beschermde gebieden zijn de bosreservaten Gueoule en Mont Glo.